# Moni Moshonov
Shlomo "Moni" Moshonov (en hébreu : שלמה "מוני" מושונוב), né à Ramla (Israël) le 18 août 1951, est un acteur et metteur en scène israélien.

## Biographie
Moni Moshonov vit à Ramla, est marié avec la comédienne Sandra Sade et a deux enfants.

## Filmographie partielle

### Cinéma
- 1975 : Yi'ihiyeh Tov Salmonico d'Alfred Steinhardt
- 1977 : Masa Alunkot (he) de Judd Ne'eman
- 1981 : Ha Ish She Ba Lakahat (he) de Prosper Pariente
- 1986 : Every Time We Say Goodbye de Moshé Mizrahi : Nessim
- 1987 : Deadline de Nathaniel Gutman : Donny
- 1991 : Kemo Gdolim de :
- 1992 : Kvalim (he) de Tzvi Shissel : le technicien du câble
- 1997 : Ha Miklachat (he) (court-métrage) de Jorge Gurvich
- 2001 : Mariage tardif de Dover Koshashvili : Yasha
- 2002 : Kedma d'Amos Gitaï : Klibanov
- 2003 : Cadeau du ciel de Dover Koshashvili : Giorgi
- 2004 : Lirkod (he) de Marek Rozenbaum : le père de Deby
- 2004 : Shnat Effes de Joseph Pitchhadze : Eddie
- 2006 : Forgiveness d'Udi Aloni : Muselmann
- 2007 : La Nuit nous appartient (We Own the Night) de James Gray : Marat Buzhayev
- 2008 : Two Lovers de James Gray : Reuben Kraditor
- 2009 : Jaffa de Keren Yedaya : Reuven
- 2009 : Le Chat de madame Moskowitch (Bederch el ha-hatulim) de Jorge Gurvich : Shaul Cohen
- 2009 : Ultimatum d'Alain Tasma : le chauffeur de taxi
- 2013 : Le Cours étrange des choses de Raphaël Nadjari : Shimon
- 2013 : Canailles Connection (Hunting Elephants) de Reshef Levi : Nick
- 2014 : La Dune de Yossi Aviram : Fogel
- 2014 : Bulgarian Rhapsody d'Ivan Nichev : Moiz
- 2022 : Hummus Full Trailer d'Asaf Kobrovksy : Solomon Saloniki
- 2022 : America d'Ofir Raul Graizer : Moti

### Télévision
- 2008 : Betipul, saison 2 : Efi Bar'am
- 2020-2023 : Zehu Ze : rôle variés